# Atomic Bomb! Band
The Atomic Bomb! Band es un supergrupo de gira que toca la música del músico funk nigeriano William Onyeabor. El grupo principal es el director musical Ahmed Gallab y su banda Sinkane (compuesta por Jason Trammell en la batería, Ish Montgomery en el bajo y Jonny Lam en la guitarra), Alexis Taylor (de Hot Chip), Pat Mahoney (de LCD Soundsystem), Money Mark ( de los Beastie Boys) Lekan Babalola y Jas Walton (de Antibalas).

## Primer lanzamiento
La agrupación publicó su primer material con un LP limitado de seis pistas el Record Store Day, el 22 de abril de 2017.